# シネマ・トランセンデンタル
『シネマ・トランセンデンタル』（Cinema Transcendental）は、ブラジル人ミュージシャン、カエターノ・ヴェローゾが1979年に発表したスタジオ・アルバム。ヴェローゾが一般的な意味でのポップ・スターの地位を得た作品と位置付けられている。

## 背景
レギュラー・バンド「A Outra Banda da Terra（地上のもう一つのバンド）」との共演アルバムとしては2作目に当たり、「アラカジュー」は同バンドのメンバーとの共作である。「ヴァンピーロ（ヴァンパイア）」はジョルジ・マウチネルのカヴァーで、ヴェローゾはロンドンに亡命していた1969年にマウチネルと出会い、この曲に衝撃を受けたという。なお、ヴェローゾとマウチネルが2002年に発表したコラボレーション・アルバム『Eu Não Peço Desculpa』には、本作収録曲「カジュイーナ」のセルフ・カヴァーも収録されている。
2012年発売の日本盤SHM-CD (UICY-94818)に収録されたボーナス・トラック「マッサ・ヘハウ」は、1979年12月に発表されたシングル曲である。

## 反響・評価
本作からは「ルア・ヂ・サン・ジョルジ（聖ジョルジの月）」、「オラサォン・アオ・テンポ（時への祈り）」、「メニーノ・ド・ヒオ（リオの少年）」、「トリーリョス・ウルバーノス（アーバン・トレイル）」、「カジュイーナ」、「バダウエー」を含む多数のヒット曲が生まれた。
Alvaro Nederはオールミュージックにおいて5点満点中4.5点を付け「数曲のレゲエを例外とすれば、ブラジルのグルーヴに捧げられた作品」と評している。『ローリング・ストーン・ブラジル』誌が選出した「ブラジル音楽の偉大なアルバム100」では66位にランク・イン。

## 収録曲
特記なき楽曲はカエターノ・ヴェローゾ作。
1. ルア・ヂ・サン・ジョルジ（聖ジョルジの月） - "Lua de São Jorge" - 3:59
2. オラサォン・アオ・テンポ（時への祈り） - "Oração ao Tempo" - 3:26
3. ベレーザ・プーラ（純粋な美） - "Beleza Pura" - 3:47
4. メニーノ・ド・ヒオ（リオの少年） - "Menino do Rio" - 2:29
5. ヴァンピーロ（ヴァンパイア） - "Vampiro" (Jorge Mautner) - 4:04
6. エレジーア（エレジー） - "Elegia" (Péricles Cavalcanti, Augusto de Campos) - 2:20
7. トリーリョス・ウルバーノス（アーバン・トレイル） - "Trilhos Urbanos" - 2:48
8. ロウコ・ポル・ヴォセ（君に夢中） - "Louco por Você" - 7:40
9. カジュイーナ - "Cajuína" - 2:21
10. アラカジュー - "Aracaju" (Tomás Improta, Vinícius Cantuária, Caetano Veloso) - 2:24
11. バダウエー - "Badauê" (Môa do Catendê) - 1:33
12. オス・メニーノス・ダンサン（踊る少年たち） - "Os Meninos Dançam" - 3:19

### 日本盤SHM-CDボーナス・トラック
1. マッサ・ヘハウ - "Massa Real" - 3:04

## カヴァー
- オラサォン・アオ・テンポ（時への祈り）
  - マリア・ガドゥ（ポルトガル語版） - アルバム『Mais Uma Página』（2011年）に収録[6]。
- メニーノ・ド・ヒオ（リオの少年）
  - マリア・ヒタ - アルバム『Elo』（2011年）に収録[7]。